# طوطی رمیده

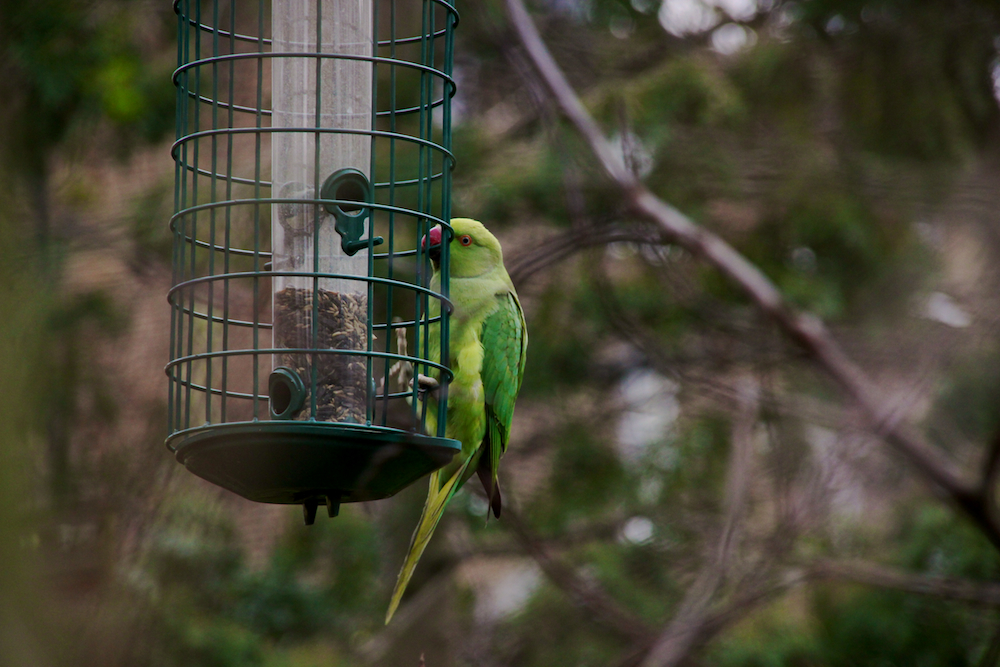
طوطی طوق‌صورتی رمیده، Psittacula krameri روی دان‌خوری پرنده در ویمبلدون، لندن

طوطی رمیده (به انگلیسی: Feral parrot)، طوطی است که با زندگی در اکوسیستمی که بومی آن نیست سازگار شده‌است. پرندگان اغلب از نسل حیوانات خانگی هستند که فرار کردهاند یا عمدی رها شده‌اند. بسیاری از گونه‌های طوطی‌ها بسیار اجتماعی هستند و دوست دارند در گله‌های بزرگ جمع شوند. همه طوطی‌های وحشی توانایی سازگاری با زندگی خارج از اسارت را ندارند، اگرچه داشتن یک کلنی طوطی در نزدیکی می‌تواند به روند سازگاری کمک کند.
طوطی‌های رمیده ممکن است بر تنوع زیستی بومی، اقتصاد و سلامت انسان تأثیر بگذارند. آنها در بسیاری از کشورها از جمله در آمریکای شمالی، آمریکای جنوبی، اروپا، آسیا، استرالیا، آفریقا و خاورمیانه وجود دارند.
روزلای شرقی (Platycercus eximius) در جزیره شمالی نیوزیلند طبیعی شده‌است.

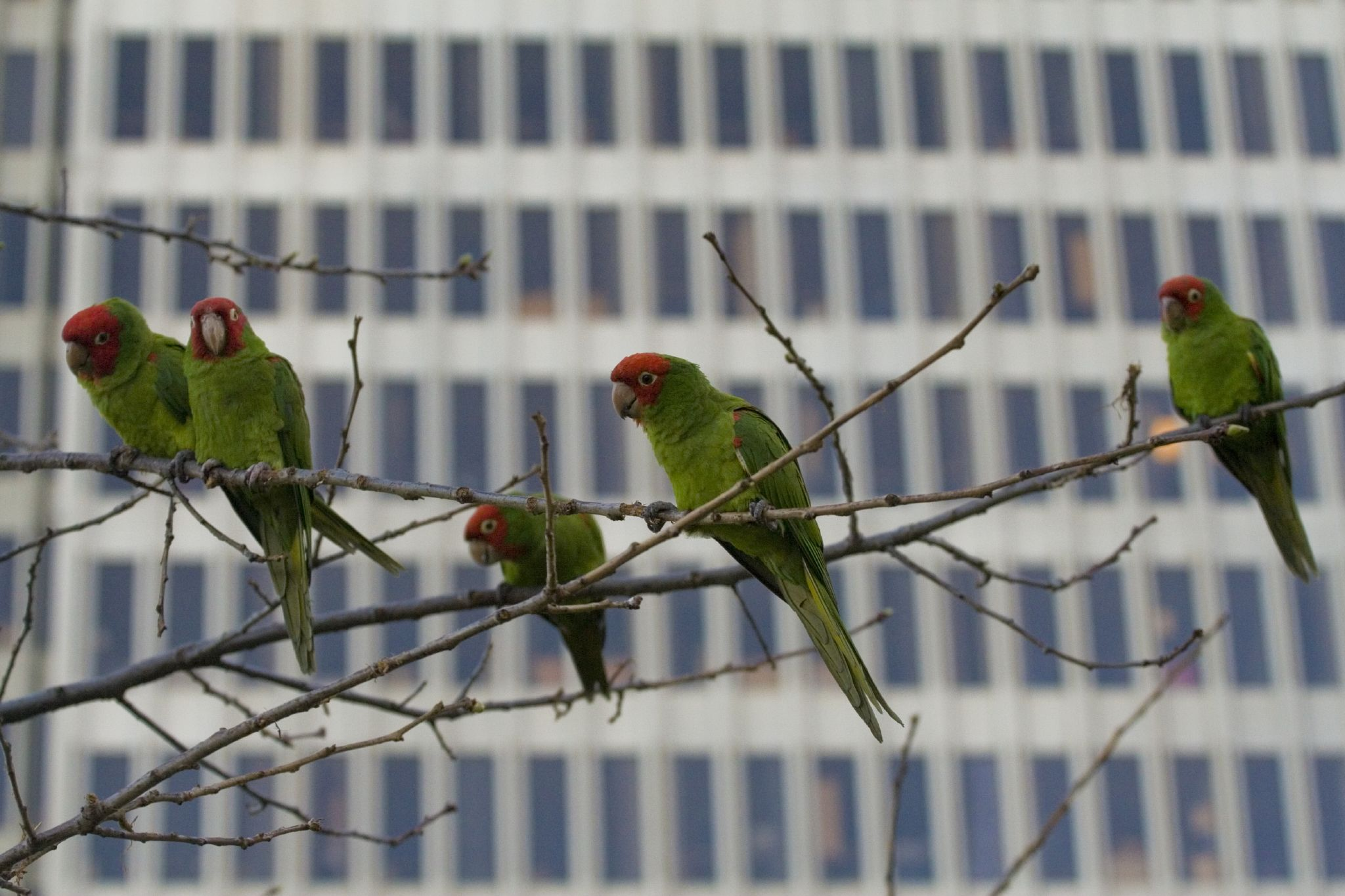
جمعیت طوطی سرگیلاسی که در سانفرانسیسکو وحشی شده‌اند، با کتاب و فیلمی که دربارهٔ آنها ساخته شده‌است، مشهور شده‌اند.